# Émetteur de Taldom
 (janvier 2014).
Si vous disposez d'ouvrages ou d'articles de référence ou si vous connaissez des sites web de qualité traitant du thème abordé ici, merci de compléter l'article en donnant les références utiles à sa vérifiabilité et en les liant à la section « Notes et références ».
L'émetteur de Taldom (en russe : передатчик Талдом, peredatchik Taldom, connu également sous le nom de la centrale radio no. 3, en russe : Радиоцентр № 3) est un ancien émetteur à grande longueur d'onde et ondes courtes, situé près de Taldom, dans l'oblast de Moscou, en Russie.
Il émettait sur deux fréquences d'ondes longues : 153 kHz (puissance de 300 kW) et 261 kHz (puissance de 2 500 kW). C'était l'émetteur le plus puissant au monde avec l'émetteur de Bolchakovo, dans l'oblast de Kaliningrad. Ce dernier offre une bonne antenne : suppression de l'onde ionosphérique. Son système d'antenne à ondes courtes est constitué de plusieurs mâts disposés en une rangée qui sont interconnectés par des câbles à différentes hauteurs. À la suite des décisions du gouvernement concernant l'arrêt des émissions AM en grandes ondes en Russie, l'émetteur de Taldom a été  définitivement mis hors service en 2014.